# フリンゴ
フリンゴ（flingo）は、エプロン状のクロスを首に掛けたものでボールを打ち合うビーチスポーツの一種。

## 歴史
フリンゴは2003年にドイツ人男性が考案したスポーツである。
空港で暇を持て余していた男性が足でボールを蹴っていたが、足だと疲れてしまうのでTシャツを使ってボールを弾く方が面白いと考えて、これを商品化したのが始まりである。当時ヨーロッパでビーチバレーのスポンサーをしていたスイスの大手食品会社がアイスクリームの販促品として採用し、ビーチバレーのツアーで披露したことがきっかけでヨーロッパに広まり2004年からヨーロッパ内で一般販売がスタートした。
日本では、バドミントンのダブルスコートを準用する。